# Polygrammodes dubialis
Polygrammodes dubialis là một loài bướm đêm trong họ Crambidae.